# Sucre (stato)
Lo Stato di Sucre è uno degli Stati del Venezuela.

## Geografia
È situato nella parte settentrionale del paese e confina a nord con il Mar dei Caraibi, a sud con gli Stati di Anzoátegui e di Monagas, a est con l'Oceano Atlantico e a ovest con lo Stato di Anzoátegui.
Il nome deriva da Antonio José de Sucre, eroe delle guerre di indipendenza sudamericane.
Per merito dell'ubicazione particolarmente favorevole è il secondo Stato produttore di cacao del paese.
La risorsa economica principale è il turismo.

## Storia
In epoca coloniale l'attuale territorio dello Stato Sucre faceva parte del Provincia de Nueva Andalucía o Provincia de Cumaná. 
Il 2 luglio 2024 è stato devastato dall'Uragano Beryl che ha causato l'esondazione del fiume Manzanares e la morte di tre persone. Si sono registrate anche decine di feriti, tra cui la vicepresidente Delcy Rodríguez, giunta sul posto per coordinare le operazioni di salvataggio

## Comuni e capoluoghi
1. Andrés Eloy Blanco (Casanay),
2. Andrés Mata (San José de Aerocuar),
3. Arismendi (Río Caribe),
4. Benítez (El Pilar),
5. Bermúdez (Carúpano),
6. Bolívar (Mariguitar),
7. Cajigal (Yaguaraparo),
8. Cruz Salmerón Acosta (Araya),
9. Libertador (Tunapuy),
10. Mariño (Irapa),
11. Mejía (San Antonio del Golfo),
12. Montes (Cumanacoa),
13. Ribero (Cariaco),
14. Sucre (Cumaná),
15. Valdez (Guiria)